# Francisca Mattéoli
Pour les articles homonymes, voir Matteoli.
 (mars 2017).
Si vous disposez d'ouvrages ou d'articles de référence ou si vous connaissez des sites web de qualité traitant du thème abordé ici, merci de compléter l'article en donnant les références utiles à sa vérifiabilité et en les liant à la section « Notes et références ».
Francisca Mattéoli est une écrivaine chilienne et écossaise née à Santiago au Chili.

## Biographie
Francisca Mattéoli est une écrivaine chilienne et écossaise née à Santiago au Chili. Elle est la petite-fille de Don Eduardo Yrarrázaval-Concha, qui fut écrivain, député et le ministre des affaires étrangères du gouvernement de Gabriel González Videla. Par sa mère, elle est la petite-fille de John Sinclair, descendant du clan Écossais Sinclair de Caithness. Elle est mariée au chirurgien plasticien français Bertrand Mattéoli, et est également la belle-fille de Jean Mattéoli, homme politique, résistant, déporté et ancien ministre français.
Issue d’une grande famille chilienne remontant aux conquistadores du XVIe siècle, elle compte parmi ses ancêtres Francisco de Andía-Yrarrázaval, peint par Diego Velázquez sur la toile La Reddition de Breda ou Les Lances (1634-1635) exposée au Musée du Prado de Madrid.
Très tôt, elle s’intéresse à des sujets internationaux et écrit des récits de voyages pour National Geographic. Elle part pour ce magazine au Rwanda après le génocide.
Elle écrit des nouvelles, des récits, des histoires de voyages et décrit, entre autres, son retour au Chili pour le National Geographic. Elle voyage au Cambodge alors occupé par les Khmers rouges et rejoint également des missions humanitaires de Médecins du monde.
Elle est activement impliquée dans le travail de l’Association Chirurgie Plus, fondée par son mari.
Son livre Escales autour du monde a été primé par le jury de la Nuit du Livre, placé sous le patronage du Ministère de la Culture français.
En 2000, elle se tourne vers des récits de genres plus variés. Ses livres ont tous été traduits en plusieurs langues. Elle a vécu à l’hôtel du Louvre avec sa famille en arrivant à Paris, d’où l’inspiration de ses premiers livres. Elle vit entre la France, l’Écosse, le Brésil et le Chili.

## Œuvres
- Hôtels, éditions Assouline, 2002
- Des hôtels et des îles, éditions Assouline, 2003
- Aventuriers, éditions Assouline, 2005
- Cent hôtels de légende, éditions Assouline, 2008
- Flea Markets Around the World, éditions Fizzi, 2009
- American Hotel Stories, éditions Assouline, 2009
- Échappées belles, éditions Assouline, 2012
- Escales autour du Monde / World Tour, éditions Xavier Barral, 2012
- Map Stories / Histoires de cartes, éditions du Chêne, 2015
- Map Cities / Histoires de cartes, éditions du Chêne, 2017